# 馬里安·科特萊巴
馬里安·科特萊巴（斯洛伐克語︰Marian Kotleba，1977年—）是斯洛伐克的政治家，右翼政黨人民黨–我們的斯洛伐克(ĽSNS)的領袖。他被媒體形容為極右翼及有新納粹主義的傾向。

## 早年生活和教育
他出生於當時的捷克斯洛伐克的城市班斯卡-比斯特里察，就讀於當地的Jozef Murgas高中。完成高中學業後，他就讀於馬傑貝爾大學，獲得教育學碩士學位，後來他再次進入同一所大學的經濟學系，並獲得經濟學碩士學位。

## 政治生涯

### 早年政治生涯
2003年，他成為斯洛伐克團結黨的領導人，他擔任該職位至2007年。2007年，斯洛伐克內政部禁止該黨參加選舉和競選活動，但它仍然可作為一個公民組織持續運作。2009 年，他競選班斯卡·比斯特理察州州長一職，獲得了10%的選票。 在2013年的斯洛伐克地方選舉中，他再次參選，這一次獲得了大約20%的選票，成功進入第二輪選舉對決弗拉基米爾·曼卡（Vladimír Maňka），最終以55%的選票贏得了決選。2017年斯洛伐克地區選舉中，他被獨立候選人揚·倫特擊敗。

### 進入國會
在2012年的斯洛伐克議會選舉中，他所在的政黨ĽSNS贏得了1.58%的選票，未能進入議會。2016年他成為人民黨–我們的斯洛伐克黨的主席，2020年的斯洛伐克議會選舉，該黨贏得17個席位，他進入國會。

## 政治觀點

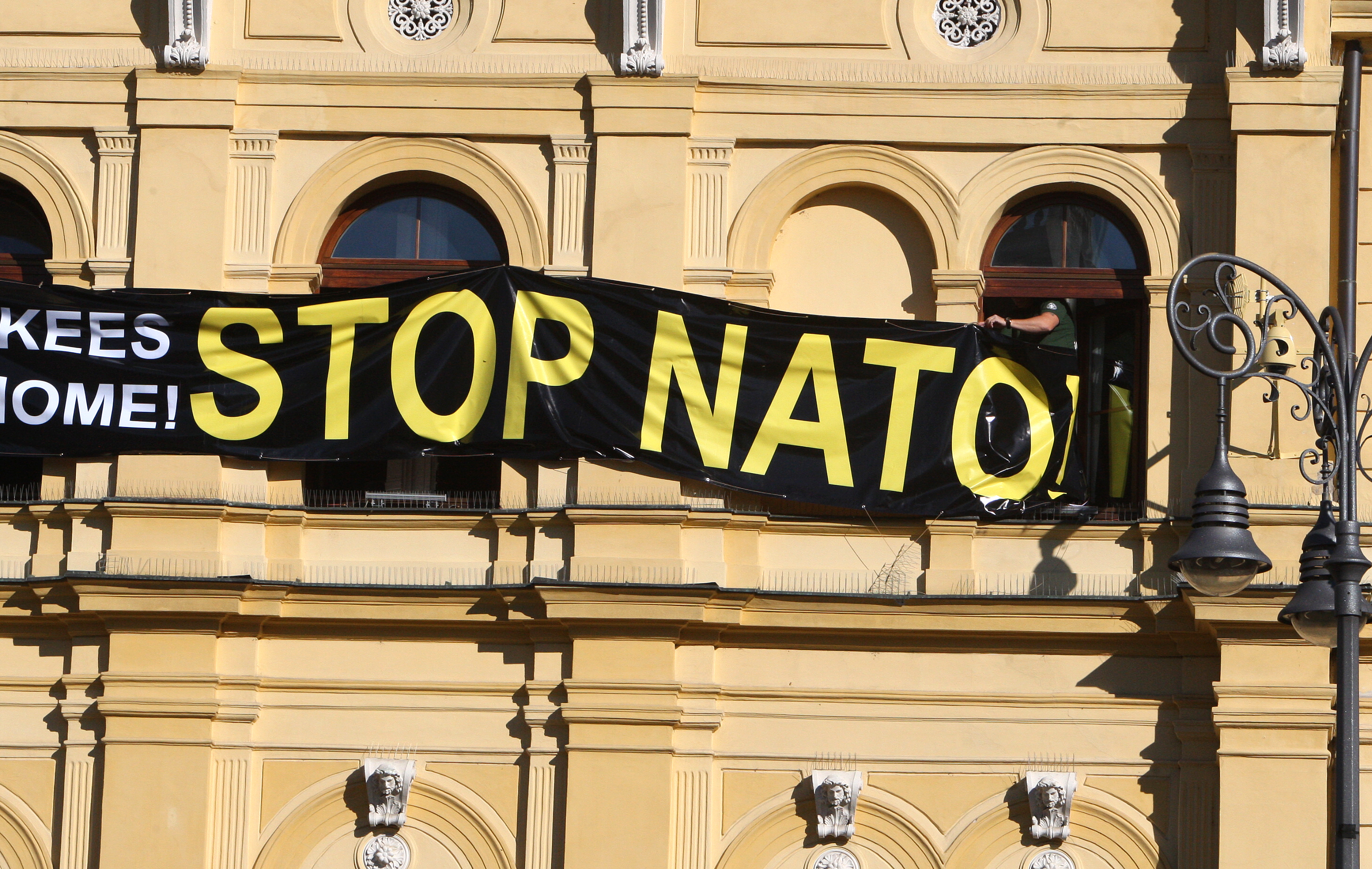
他在班斯卡-比斯特里察行政大樓豎起的橫幅，上面寫著「洋基（Yankee）滾回去，阻止北約！」

他是約瑟夫·蒂索及斯洛伐克第一共和國的支持者，並公開反對羅姆人、北約、美國及歐盟。BBC和《經濟學人》將他描述為新納粹，他曾公開攻擊猶太復國主義。
他同情俄羅斯和敘利亞，他在2019年斯洛伐克總統競選期間叫出「為了斯拉夫統一，反對與俄羅斯開戰」等口號，又在國家電視台宣稱「巴沙爾·阿薩德是中東的英雄」。他還曾訪問敘利亞，會見了敘利亞眾議院議長和敘利亞外交部長。他還批評美國對伊拉克、阿富汗、南斯拉夫、利比亞和敘利亞的軍事干預，也曾在斯洛伐克議會批評美國參與國外的政權更迭。